# Dezful
Dezful (perz. دزفول) je grad u pokrajini Huzestan na jugozapadu Irana. Prema popisu stanovništva iz 2006. godine u Dezfulu je živjelo 235.819 ljudi.

## Zemljopisne značajke
Dezful je zemljopisno smješten uz obale rijeke Dez na nadmorskoj visini od 149 m. Nalazi se 10-ak km jugoistočno od Andimeška, 25 km sjeveroistočno od Šuša, 55 km sjeverozapadno od Šuštara i 120 km sjeverozapadno od pokrajinskog sjedišta Ahvaza. Jedan je od najvećih gradova u Huzestanu i sjedištem je Dezfulskog okruga. Okolica grada izrazito je ravničarska i na njoj se nalazi niz poljoprivrednih površina. Okolicom grada prevladava pustinjska klima (BWh) s vrućim ljetima i umjerenim zimama. Temperature se u srpnju penju do maksimalnih 53,6 °C, a u siječnju se spuštaju do minimalnih –9,0 °C. Prosječna godišnja količina padalina je 384,4 mm, broj kišnih dana 52, a broj sunčanih sati 2744. Vlažnost zraka kreće se od 22 % u lipnju do 75 % u siječnju, prosječno 46,5 %.

## Povijest
Plodne ravnice sjevernog Huzestana natapane rijekama Dez i Karhe pružale su idealne uvjete za razvoj najstarijim zabilježenim civilizacijama. Povjesničari smatraju da je sjedište avanske dinastije, prve u povijesti Elama, bilo smješteno u okolici današnjeg Dezfula. Sam grad je osnovan početkom 4. stoljeća kao sasanidska tvrđava koja je imala funkciju zaštite drevnog mosta preko Deza. Obje građevine dao je podići iranski vladar Šapur II., a vremenom su oko njih počeli nicati stambeni objekti koji su u konačnici prerasli u grad Dež-Pol ili Dezful. Pod potonjim imenom grad je poznat tek od 12. stoljeća, dok je ranije u djelima Istahrija i Jakuta nazivan kao Kantarat al-Andameš ili Kasr al-Runaš. U 14. stoljeću Mustavfi je opisao Dezful kao grad duljine 520 pasusa (770 m) odnosno širine 15 pasusa (22 m) s 42 luka, a stoljeće kasnije temeljito je opisan i u djelu Jazdija. Tijekom ovog razdoblja Dezful je naselila većina stanovnika iz nekad većeg Šuša koji je pretrpio dva velika mongolska razaranja. Od drevnog mosta danas su sačuvani samo kameni temelji, a gornja konstrukcija opetovano je nadograđivana ciglom u ranoislamskom, seldžučkom i kadžarskom razdoblju. Osim mosta, dvije najpoznatije povijesne znamenitosti grada su Imamzade Rudband i Saborna džamija. Gospodarstvo grada tradicionalno se temeljilo na uzgoju šećerne trske, a od 19. stoljeća i indiga koji se obrađivao u 120 tvornica. Grad je istodobno bio poznat i po proizvodnji olovaka. Tokom iransko-iračkog rata, Dezful su početkom 1981. nakon velike tenkovske bitke nakratko zauzele iračke snage. Populacija grada se od 1956. do 2006. gotovo upeterostručila. Stanovništvo grada danas čine prvenstveno Perzijanci, Kurdi, Luri i Arapi. Najrasprostranjeniji jezik je perzijski odnosno religija šijitizam, dok 0,3 % građana čine i zoroastrijanci.

## Promet
U Dezfulu je preko rijeke Dez izgrađeno sedam mostova: Pandžom, Šanavar, Kadim Kovl, Džadid, Sevom, branski most Dezful, te Čahar. Raspored gradskih ulica odnosno prometnica slijedi pravilni mrežni raster (osim stare jezgre) presječenog dijagonalnim bulevarom Fateha al-Mobina. Druga bitna prometnica je i Šarijatijev bulevar, središnja prometna os koja se na sjeverozapadu spaja na Most Džadid. Dezful je dobro povezan međugradskim prometnicama koje se račvaju u šest smjerova. Mjesna autocesta Dezful – Andimešk nadovezuje se na cestu 37 koja ga spaja s Pol-Dohtarom, Horamabadom i autocestom 5 na sjeveru odnosno Ahvazom na jugu. Gotovo paralelna cesta 39 račva se sjeverno od Andimeška i proteže se tridesetak kilometara istočno prolazeći kroz Šuštar, a također vodi do Ahvaza. Treća važna prometnica je autocesta Dezful – Šuš na jugozapadu, dok ostale sporedne međugradske prometnice uključuju Šahjunsku cestu prema sjeveroistoku, cestu do Salanda prema istoku, te dvije manje ceste prema satelitskim naseljima na jugu. Rijeka Dez plovna je samo za manje ribarske i rekreacijske brodove i to gradskim tokom približne duljine od 6,0 km s obzirom na to da je zapriječena dvjema branama na zapadu i sjeveru grada. Kroz Dezful prolazi i željeznica spajajući grad preko Araka s Teheranom, dok na jugu vodi do Ahvaza odakle se nadalje račva do Horamšahera i Bandar-e Homeinija. Dezful ne raspolaže civilnom gradskom zračnom lukom i dvije najbliže su mu Zračna luka Ahvaz i Šahid Asijae kod Masdžid-Sulejmana (obje udaljenosti od oko 100 km), no sjeverno od grada nalazi se velika zračna luka kojom se koriste oružane snage Irana.

## Veze
- Huzestan

## Vanjske poveznice
- (perz.) Službene stranice grada Dezfula  Arhivirana inačica izvorne stranice od 23. travnja 2012. (Wayback Machine)

Ostali projekti
|  | Zajednički poslužitelj ima još gradiva o temi Dezful |